# Operazione Fischreiher
Operazione Fischreiher (operazione "Airone") era il nome in codice assegnato dall'Alto comando tedesco all'offensiva sferrata dal Gruppo d'armate B nella seconda fase dell'offensiva tedesca nel settore meridionale del fronte orientale nell'estate 1942 durante la seconda guerra mondiale. Scopo dell'offensiva, affidata soprattutto alle forze mobili della 6ª Armata del generale Friedrich Paulus, era di distruggere il raggruppamento sovietico schierato nell'ansa del Don, avanzare verso Stalingrado e conquistare l'importante città industriale sul Volga.
La battaglia (conosciuta nella storiografia tedesca anche come la Panzerschlacht bei Kalač, "la battaglia di carri di Kalač") fu caratterizzata da una serie di complesse manovre delle Panzer-Division tedesche e dalla strenua difesa delle più deboli forze sovietiche, che tentarono anche di contrattaccare per frenare l'avanzata nemica verso il Volga. Dopo un mese di scontri le truppe tedesche completarono con successo la conquista dell'ansa del Don e costituirono teste di ponte sul fiume per la marcia finale su Stalingrado, ma non riuscirono a provocare un crollo definitivo delle difese sovietiche, che ripiegarono a ridosso della città e furono in grado di consolidare la loro resistenza all'interno dell'abitato, la quale si sarebbe prolungata per tre mesi fino alla vittoriosa controffensiva del 19 novembre 1942.

## Fall Blau
Le prime fasi del cosiddetto Fall Blau ("caso Blu"), iniziato il 28 giugno 1942 con un impressionante attacco di Panzer-Division lungo la linea del Donec, si erano concluse entro la metà del mese di luglio con una serie di rilevanti successi per il Gruppo d'armate Sud della Wehrmacht, schierato, al comando del feldmaresciallo Fedor von Bock, nel settore meridionale del fronte orientale. Le divisioni corazzate tedesche avevano superato la resistenza ed i disorganici contrattacchi dei nuovi ed inesperti corpi carri (Tankovyj korpus) sovietici, avevano raggiunto Voronež e quindi, marciando in direzione sud-orientale avevano costretto alla ritirata entro il 7 luglio l'intero schieramento sovietico, frantumato in due raggruppamenti in ripiegamento verso sud, per coprire il Caucaso, e verso est, per sbarrare la grande ansa del fiume Don.
In realtà Adolf Hitler non era molto soddisfatto dell'andamento generale delle operazioni a causa del mancato totale accerchiamento delle forze nemiche; inoltre, infastidito dai continui contrasti con il feldmaresciallo von Bock sui dettagli tattici delle manovre delle unità corazzate, lo aveva destituito il 13 luglio. Il dittatore tedesco aveva diviso il Gruppo d'armate Sud in due raggruppamenti separati, il Gruppo d'armate B, al comando del generale Maximilian von Weichs, e il Gruppo d'armate A al comando del feldmaresciallo Wilhelm List, a cui assegnare obiettivi strategici divergenti a grande distanza. Passando da fasi di pessimismo a periodi di eccessivo ottimismo, il Führer ipotizzò, in contrasto con le valutazioni più prudenti del capo di stato maggiore dell'esercito, generale Franz Halder, un indebolimento irreversibile delle forze sovietiche e, rassicurato dall'andamento favorevole dell'avanzata del feldmaresciallo List verso Rostov sul Don ed il Caucaso, predispose piani per proseguire la marcia in profondità in direzioni divergenti dei due gruppi d'armate.

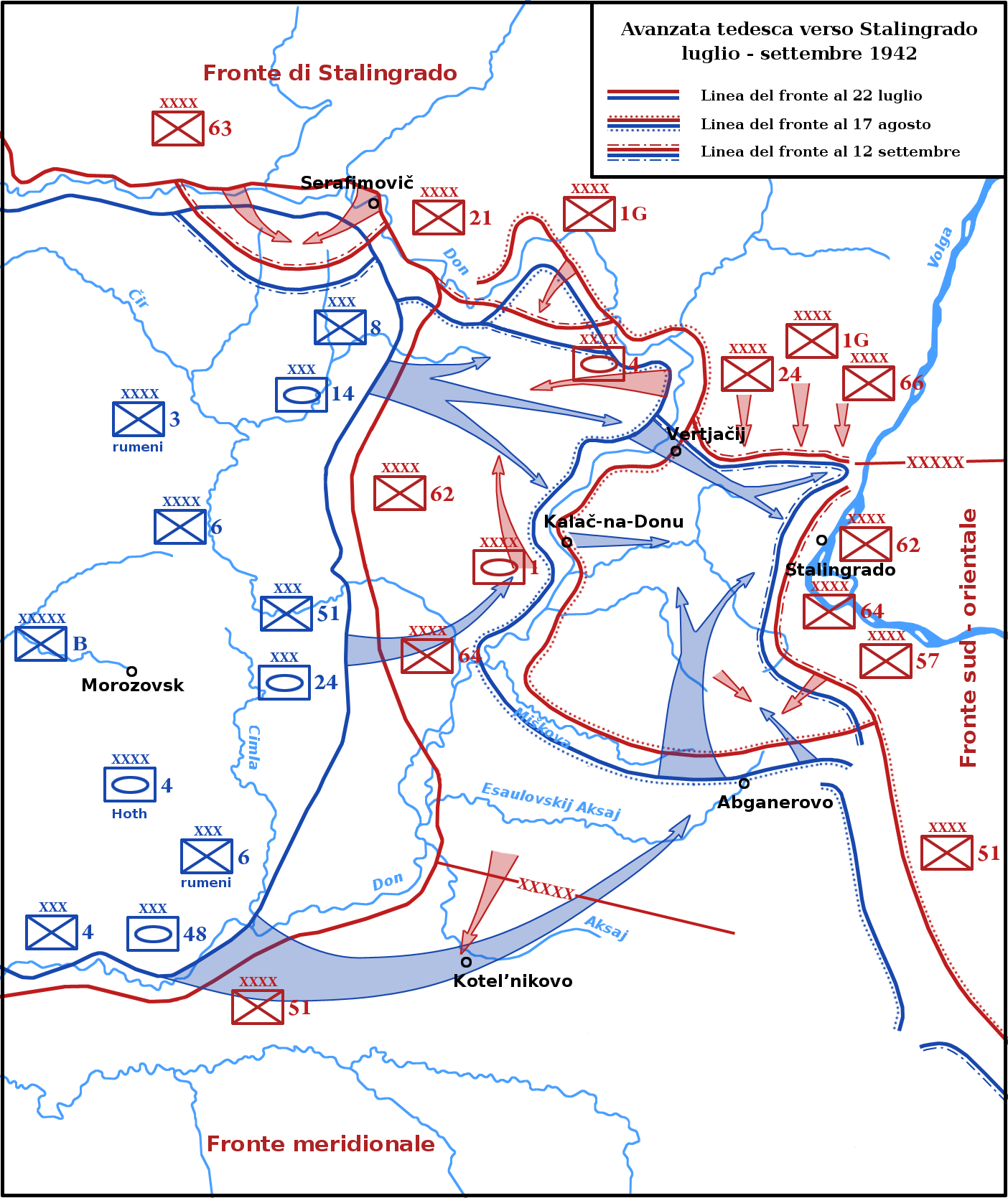
Carta delle operazioni sul fronte del Don e di Stalingrado.

Il 23 luglio Rostov cadde in mano, dopo una dura battaglia stradale, delle forze tedesche del Gruppo d'armate A; lo stesso giorno Hitler emise la sua Direttiva n. 45 (denominata in codice Braunschweig) che indicava modalità ed obiettivi della nuova fase delle operazioni offensive nel settore meridionale del fronte orientale. La nuova direttiva prevedeva un raggruppamento di forze principali nel Gruppo d'armate A del feldmaresciallo List che, rafforzato anche dalla 4ª Panzerarmee del generale Hermann Hoth, avrebbe superato il basso corso del Don e sarebbe avanzato a sud verso il Kuban' ed il Caucaso (operazione Edelweiß, "stella alpina"). Contemporaneamente un secondo raggruppamento, costituito principalmente dalla 6ª Armata del generale Friedrich Paulus, avrebbe attaccato le forze sovietiche in ricostituzione ad ovest della grande ansa del Don e, dopo averle distrutte, avrebbe proseguito verso il Volga e occupato Stalingrado, proteggendo l'avanzata nel Caucaso ed interrompendo i collegamenti fluviali e ferroviari con le regioni centrali sovietiche; dopo aver raggiunto questi risultati il Gruppo d'armate B avrebbe proseguito lungo il Volga fino ad Astrachan' (operazione Fischreiher, "Airone"). La conquista dell'importante città di Stalingrado, che nella pianificazione iniziale dell'operazione Blu era stata considerata un obiettivo secondario, divenne quindi nella nuova direttiva n. 45 di importanza decisiva.

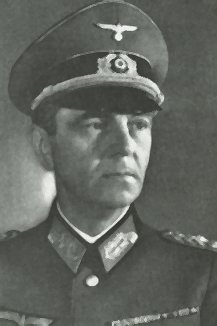
Il generale Friedrich Paulus, il comandante della 6ª Armata.

Il 12 luglio Stalin e lo Stavka costituirono, con la Direttiva n. 170495, il Fronte di Stalingrado, per il momento comandato dal maresciallo Timošenko, sostituito il 21 luglio dal generale Vasilij Gordov, con il compito di sbarrare l'ansa del Don ed impedire un'avanzata tedesca in direzione della città sul Volga. Le forze immediatamente disponibili erano insufficienti e ancora disperse lungo le poche vie di comunicazione disponibili. Provenendo dalle riserve dello Stavka, le tre nuove armate assegnate al Fronte di Stalingrado erano ancora in marcia di trasferimento in mezzo alle masse demoralizzate della popolazione civile in fuga per sfuggire all'invasore. Inoltre erano in avvicinamento da ovest i resti disorganizzati delle armate del Fronte Sud-Ovest che, sconfitte sul Donec e moralmente scosse per la lunga ritirata, si stavano avvicinando al Don.
Le tre armate provenienti dalle riserve, stazionate nella regione di Tula, assegnate al Fronte di Stalingrado erano la 62ª Armata del generale V. Ja. Kolpakči, la 64ª Armata del generale V. N. Gordov e la 63ª Armata del generale V. I. Kuznecov; si stavano inoltre avvicinando le indebolite armate in ritirata del vecchio Fronte Sud-Ovest; la 38ª Armata del generale Moskalenko, la 28ª Armata del generale Krjusenkin e la 21ª Armata del generale Danilov, insieme ai resti dei corpi corazzati decimati sul Donec. Il piano dello Stavka prevedeva di schierare la 62ª e la 64ª Armata in prima linea per sbarrare da nord a sud l'ansa del Don, mentre la 63ª Armata avrebbe coperto la riva orientale del fiume e la 21ª Armata si sarebbe schierata sulla riva settentrionale in collegamento con l'ala destra della 62ª Armata. Coperti da questo schieramento, i resti delle altre armate insieme ai corpi corazzati avrebbero attraversato il Don e sarebbero stati riorganizzati e riequipaggiati per entrare in azione in un secondo tempo. Nel complesso si trattava di un raggruppamento di forze debole e con scarsi mezzi: la 62ª e la 64ª Armata in prima linea disponevano solo di 160 000 soldati, 400 carri armati, 2 200 cannoni; l'8ª Armata aerea poteva impiegare in combattimento solo 454 aerei ed era in grave inferiorità rispetto alle forze aeree della Luftwaffe.

## La marcia su Stalingrado
(Frase contenuta nell'ordine operativo diramato ai comandi subordinati dal generale Friedrich Paulus il 19 agosto 1942 alla vigilia dell'ultima fase dell'avanzata verso Stalingrado)

### Avanzata delle Panzer-Division

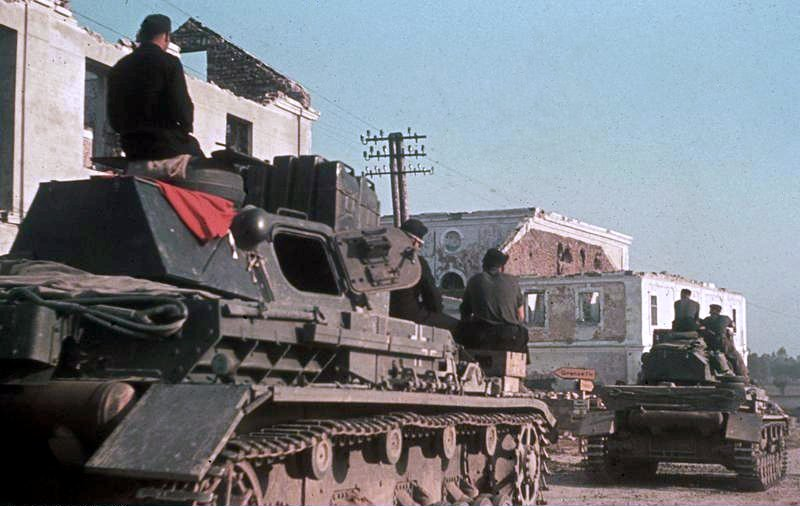
Colonna di carri armati tedeschi in marcia verso est.

Entro la metà di luglio il Fronte di Stalingrado costituì una precaria linea di sbarramento nell'ansa del Don, schierando la 63ª Armata sulla riva sinistra del fiume tra Pavlovsk e Serafimovič e la 21ª Armata nell'area di Kletskaja; da quel punto la 62ª Armata e la 64ª Armata difendevano un fronte da nord a sud fino a Vercne Kumojaskaja. Nel frattempo i resti delle forze meccanizzate iniziarono ad attraversare il Don a nord e a sud di Kalač: il 22º Corpo carri, il 23º Corpo carri e il 3º Corpo di cavalleria della Guardia si portarono nell'area della 63ª Armata, mentre il 13º Corpo carri cominciò a riorganizzarsi a Surovikino, nel settore della 62ª Armata. Contemporaneamente l'alto comando sovietico attivò le strutture politico-militari nelle retrovie e mise in allarme la stessa città di Stalingrado; il 19 luglio Stalin telefonò personalmente a A. S. Chujanov, capo del Partito comunista locale e responsabile del Comitato di difesa cittadino, ordinando di approntare e rafforzare una serie di cinture fortificate alla periferia di Stalingrado ed esortando alla resistenza. Fin dal 17 luglio si erano verificati i primi contatti tra le truppe del Fronte di Stalingrado ed i reparti tedeschi in avvicinamento e il 21 luglio Stalin sostituì al comando del fronte il maresciallo Timošenko con il generale Gordov, mentre il generale Vasilij Čujkov prese il posto di quest'ultimo alla guida della 64ª Armata nel settore meridionale del precario schieramento sovietico. Infine il dittatore sovietico inviò sul posto, per controllare la condotta della battaglia e prendere decisioni al massimo livello, il generale Aleksandr Vasilevskij in persona, da poche settimane nominato Capo di stato maggiore generale dell'Armata Rossa in sostituzione del maresciallo Boris Šapošnikov.

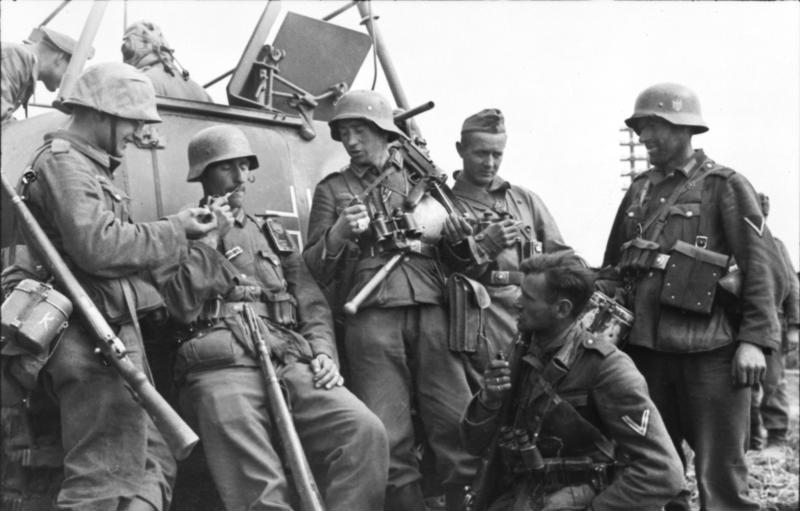
Soldati tedeschi in sosta durante la "marcia su Stalingrado".

Il generale Paulus, comandante della 6ª Armata, era giunto con le sue truppe nell'area del fiume Čir e dell'ansa del Don già nella prima settimana di luglio ma non aveva potuto intraprendere un attacco in forze a causa della seria crisi nei rifornimenti di carburante che aveva colpito il quel periodo il Gruppo d'armate B. Seguendo le indicazioni di Hitler e dell'OKH, il Quartiermastro dell'esercito, generale Eduard Wagner, aveva infatti rifornito con priorità, con le limitate dotazioni di carburante disponibili, il Gruppo d'armate A, impegnato in un'ardua e lunga avanzata verso il Caucaso. Solo in un secondo momento il generale Wagner poté rifornire anche la 6ª Armata che dovette sostare per diciotto giorni in attesa dell'arrivo del carburante ed anche dell'intervento sul fianco destro dei rinforzi meccanizzati del 24º Panzerkorps, distaccati dal grosso della 4ª Panzerarmee, che invece stava marciando a sud del basso corso del Don in supporto del Gruppo d'armate A.
In questa fase la 6ª Armata era la più potente dell'intero schieramento tedesco e raggruppava quattro corpi d'armata, tra cui il 14º Panzerkorps del generale Gustav von Wietersheim e il 24º Panzerkorps del generale Willibald von Langermann, con due Panzer-Division ben equipaggiate e tre divisioni motorizzate. L'armata era potentemente supportata dagli aerei della 4ª Luftflotte dell'esperto generale Wolfram von Richthofen, che tuttavia doveva sostenere contemporaneamente anche l'avanzata del Gruppo d'armate A verso il Caucaso; l'8° Fliegerkorps, dotato di cacciabombardieri Ju 87 Stuka, era a disposizione del generale Paulus per appoggiare le rapide manovre dei panzer. Il piano del generale Paulus prevedeva una classica manovra a tenaglia con il 14º Panzerkorps ed il 24º Panzerkorps schierati sui due lati per manovrare in modo convergente su Kalač e chiudere in una sacca le forze sovietiche del Fronte di Stalingrado raggruppate nell'ansa del Don a occidente del fiume. l'8º Corpo d'armata del generale Walther Heitz avrebbe protetto il fianco sinistro del 14º Panzerkorps avanzando lungo il corso meridionale del fiume, mentre il 51º Corpo d'armata del generale Walther von Seydlitz-Kurzbach si sarebbe schierato al centro per attaccare frontalmente. Il 20 luglio la 6ª Armata diede finalmente inizio all'operazione Fischreiher ("Airone").

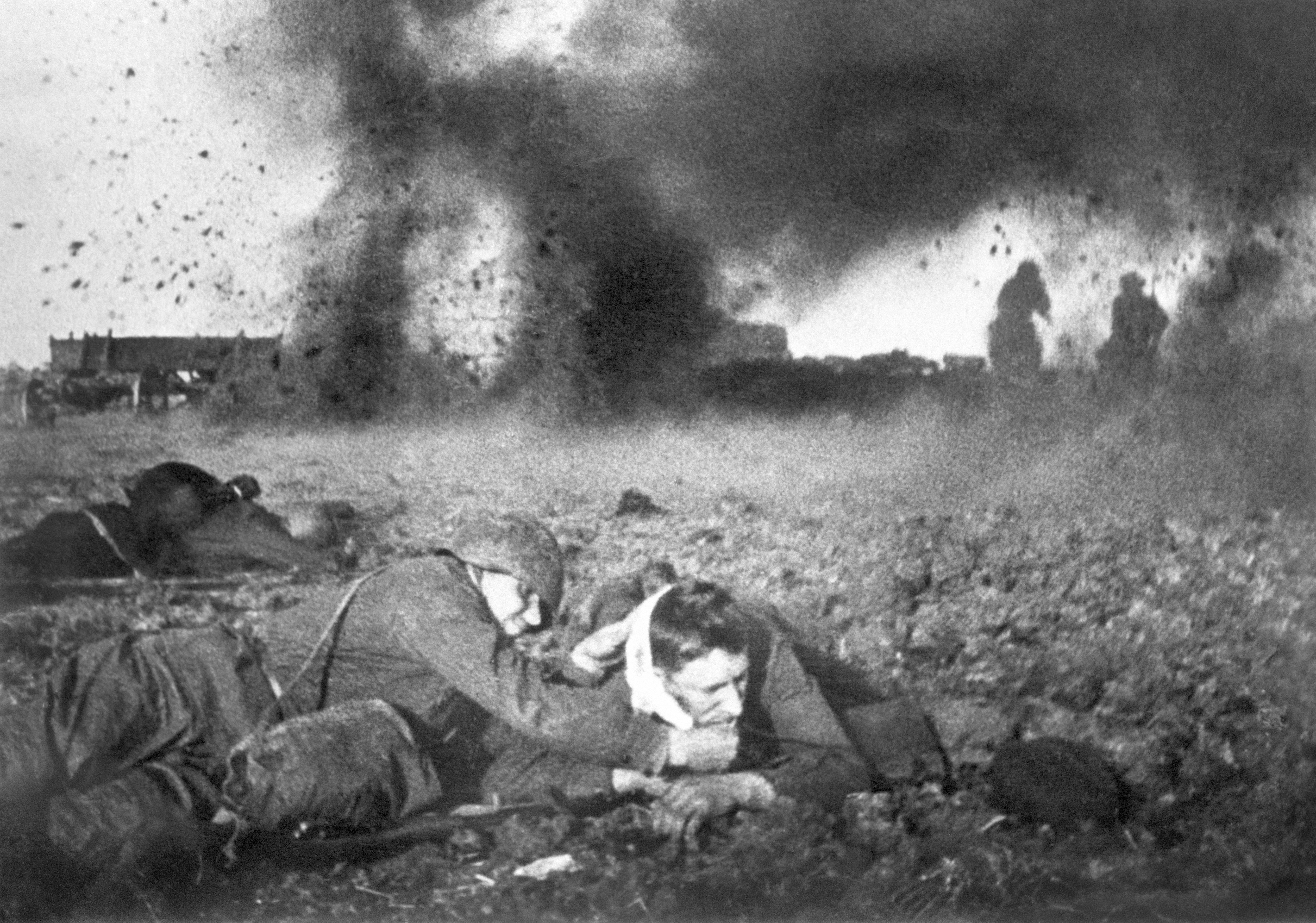
Soldati sovietici sotto il fuoco dell'artiglieria nemica.

L'attacco del 24º Panzerkorps ebbe inizio con alcune difficoltà, a causa dei campi minati stesi dai sovietici, e solo il 25 luglio la 24. Panzer-Division del generale Ritter von Hauenschild riuscì a penetrare le linee principali della 64ª Armata. I granatieri del kampfgruppe Langerke superarono, nonostante i problemi causati da violente piogge, la resistenza della 229ª e 214ª Divisione fucilieri e i reparti corazzati del colonnello Gustav-Adolf Riebel puntarono verso il fiume Čir e l'importante ponte di Verčne-Čirskaja, alla confluenza dell'affluente nel Don. Il generale Čujkov fece intervenire una serie di reparti raccogliticci di fucilieri, carri armati e fanti di marina per tenere la linea del Čir, ma nel pomeriggio del 26 luglio le avanguardie mobili della 24. Panzer-Division superarono di sorpresa il Čir e si verificarono fenomeni di panico nelle retrovie della 64ª Armata.
I panzer tedeschi della 24. Panzer-Division puntarono subito in direzione del ponte sul Don e raggiunsero l'area all'alba del 27 luglio, riuscendo ad impedire la totale distruzione del ponte, che venne solo parzialmente danneggiato; con un colpo di mano i granatieri tedeschi superarono il fiume sui resti della struttura e costituirono una testa di ponte sulla riva orientale. Il comando della 64ª Armata sovietica aveva ordinato già nella notte del 26 luglio la ritirata, ma, essendo il ponte di Nižne-Čirskaja stato fatto saltare già nel tardo pomeriggio, molti reparti isolati si sbandarono ed il generale Čujkov solo con grande difficoltà riuscì a riorganizzare le sue truppe per tenere la linea del Don. La 24. Panzer-Division aveva così costituito una prima testa di ponte sul Don che però non poté immediatamente utilizzare per l'avanzata in direzione di Stalingrado, attraverso la steppa compresa tra il corso del Don e del Volga, a causa degli sviluppi della situazione più a nord, nell'ansa del fiume, dove le forze sovietiche della 62ª e 63ª Armata stavano contrastando tenacemente la marcia degli altri corpi d'armata del generale Paulus.

### Contrattacchi sovietici

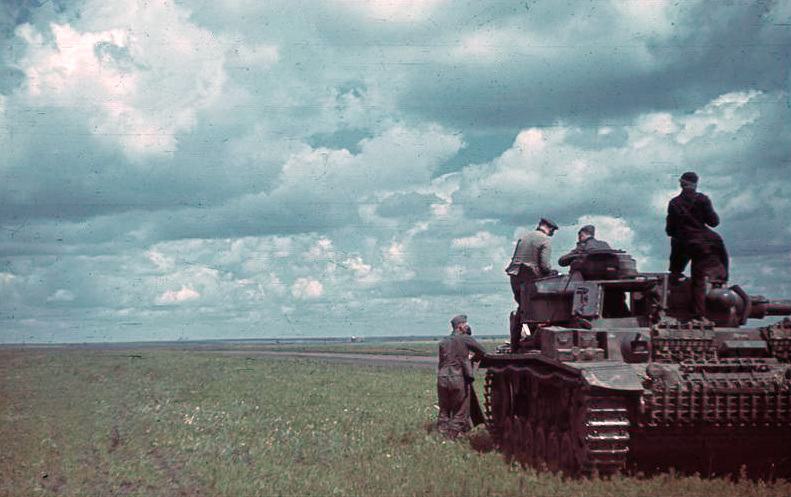
Un Panzer III nella steppa nell'estate 1942

Fin dal 23 luglio era entrata in azione sul corso superiore del Čir la 16. Panzer-Division dell'energico generale Hans-Valentin Hube, elemento di punta del 14º Panzerkorps del generale von Wietersheim incaricato di manovrare a tenaglia da nord in direzione di Kalač. Dopo aver incontrato una dura resistenza, il kampfgruppe von Witzleben riuscì nel pomeriggio ad aprire un varco nel fronte della 62ª Armata ed il 24 luglio raggiunse il settore di Liska, a nord-ovest di Kalač. La situazione del generale Kolpackij, nonostante le esortazioni del comando sovietico a resistere e contrattaccare, divenne particolarmente difficile dopo l'intervento di altri reparti tedeschi sul suo fianco destro che raggiunsero la riva meridionale del Don a Kamensk; due divisioni fucilieri e una brigata corazzata furono accerchiate.
Durante la notte ed il giorno seguente 25 luglio il kampfgruppe Lattmann, con il battaglione corazzato del maggiore Hyazinth von Strachwitz, si spinse in avanti in velocità e iniziò a convergere verso sud, giungendo a soli dieci chilometri da Kalač e minacciando di tagliere le linee di comunicazione del grosso della 62ª Armata del generale Kolpackij ancora schierata a ovest del Don. Nel frattempo più a nord anche la 3ª e la 60ª Divisione motorizzata avanzarono sul fianco sinistro della 16. Panzer-Division e dovettero affrontare una serie di contrattacchi sovietici provenienti dalla sponda settentrionale del fiume.

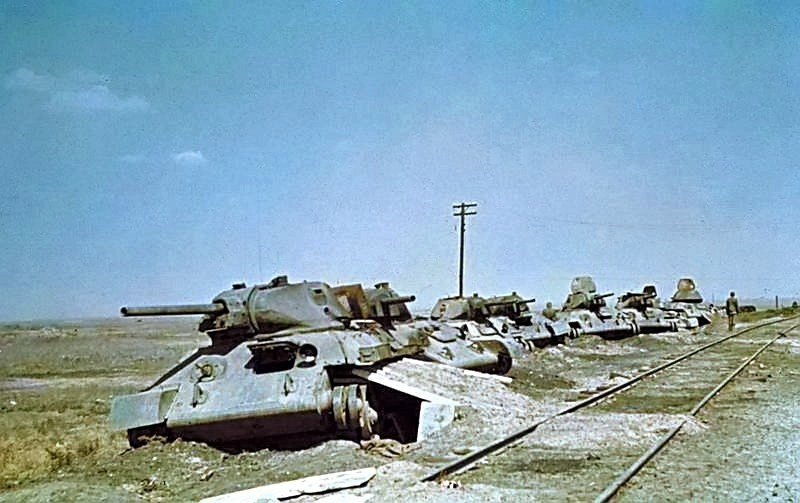
Una colonna di carri sovietici T-34 distrutta durante i combattimenti nell'ansa del Don.

La situazione sempre più pericolosa, con la 64ª Armata del generale Čujkov in ritirata oltre il Don e la 62ª Armata del generale Kolpackij minacciata di accerchiamento nell'ansa del fiume, spinsero il generale Vasilevskij, giunto sul posto come rappresentante dello Stavka presso il comando del Fronte di Stalingrado del generale Gordov, a proporre a Stalin fin dal 24 luglio un contrattacco improvvisato con le forze corazzate immediatamente disponibili per contrastare le punte avanzate del 14º Panzerkorps che stavano marciando da nord verso Kalač. Il piano del generale Vasilevskij, approvato con riluttanza da un preoccupato Stalin, prevedeva che la 4ª Armata corazzata del generale V. I. Krjučenkin, appena costituita con i resti della 28ª Armata e il 22º Corpo carri e il 23º Corpo carri, avrebbe attraversato il Don a Kačalinskaja nella notte del 28 luglio e quindi avrebbe marciato verso Verčne Golubaja e Verčne Buzinovka; la 21ª Armata avrebbe collaborato alla controffensiva con un attacco il 27 luglio sul Don tra Serafimovič e Kletskaja. Contemporaneamente a Kalač si sarebbe raggruppata la 1ª Armata corazzata del generale Kirill Moskalenko, organizzata con la 38ª Armata, il 13º Corpo carri e il 28º Corpo carri, che avrebbe attaccato subito in direzione di Verčne Buzinovka per cercare di collegarsi con i reparti della 4ª Armata corazzata.
Si trattava di formazioni deboli, appena riorganizzate dai resti delle armate sconfitte sul Donec, scarsamente dotate di mezzi e prive di copertura aerea; il generale Vasilevskij era consapevole di queste carenze ma ritenne inevitabile contrattaccare per guadagnare tempo e cercare di sganciare le forze della 62ª Armata che rischiavano di rimanere isolate ad ovest del Don. Le unità corazzate sovietiche appena riequipaggiate vennero inoltre individuate dalla ricognizione aerea tedesca e la Luftwaffe, in possesso della superiorità aerea sul campo di battaglia, ostacolò con i suoi attacchi i movimenti delle forze mobili. Il comando sovietico aveva previsto la partecipazione al contrattacco di circa 550 carri armati, di cui più di metà di tipo moderno T-34 e KV-1, ma di fatto solo una parte di queste forze riuscì ad entrare in azione: la 1ª Armata corazzata del generale Moskalenko impegnò circa 160 carri armati, mentre la 4ª Armata corazzata, che ebbe enormi difficoltà ad attraversare il fiume, riuscì ad impegnare solo 80 mezzi corazzati.
Dal 26 luglio ebbe quindi inizio la sorprendente controffensiva a tenaglia sovietica nell'ansa del Don; mentre la 1ª Armata corazzata fece entrare in azione il 13º Corpo carri e il 28º Corpo carri, molto più difficoltosa risultò la manovra della 4ª Armata corazzata, che nel pomeriggio del 27 luglio era riuscita a far attraversare il fiume solo a diciassette carri armati del 22º Corpo carri per attaccare sul fianco sinistro il 14º Panzerkorps del generale von Wiethersheim. Gli attacchi, scarsamente coordinati e ostacolati dalla mancanza di informazioni precise, continuarono per alcuni giorni e nonostante la disorganizzazione provocarono violenti scontri con le formazioni tedesche che furono potentemente sostenute dalla Luftwaffe che intervenne in forze, colpì centri di comando e retrovie e bersagliò con oltre 1 000 sortite aeree la 1ª Armata corazzata che cercava di avanzare.

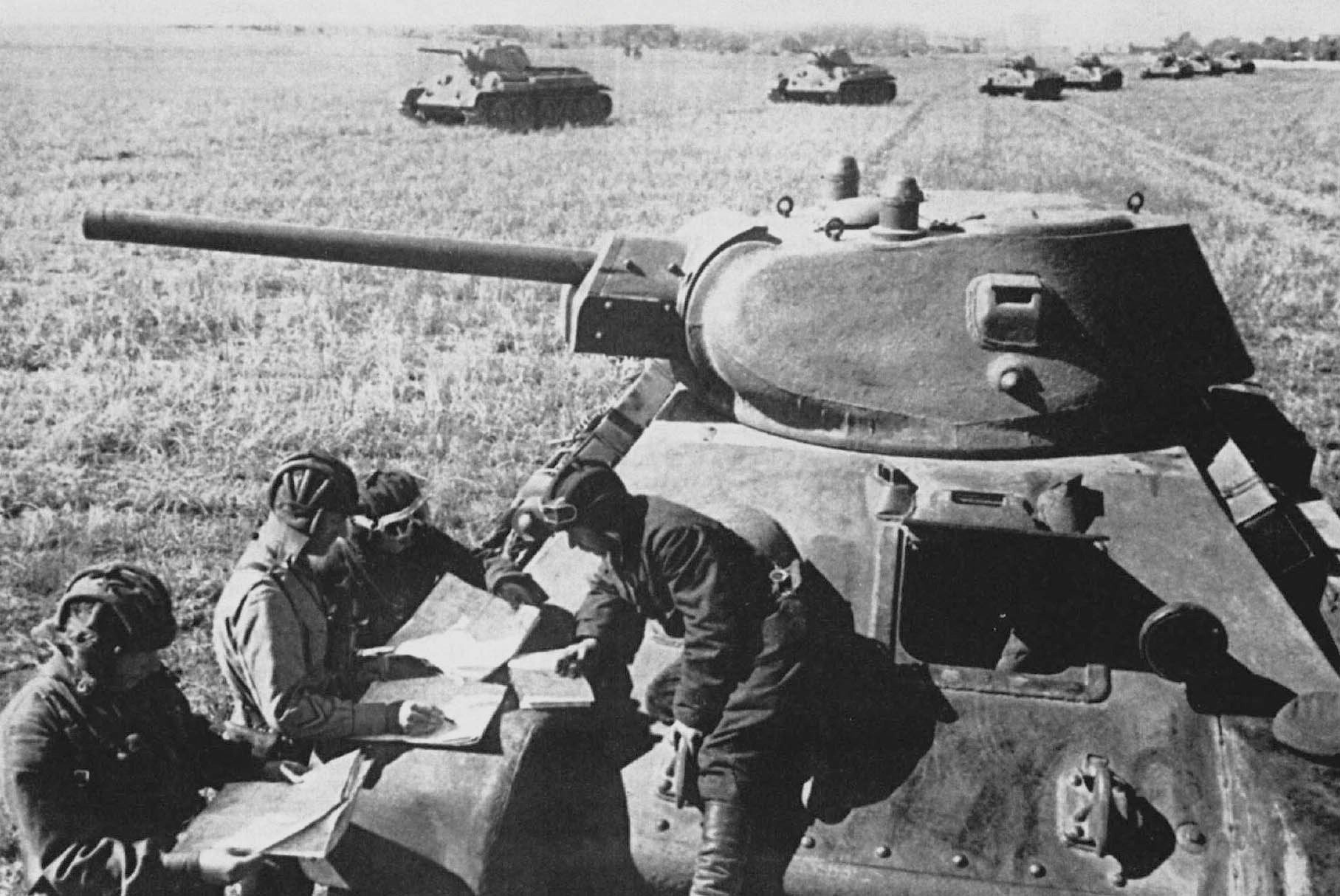
Colonna di carri sovietici T-34 in marcia sul fronte dell'est nel 1942.

Il 14º Panzerkorps fu attaccato da nord, dai primi reparti della 4ª Armata corazzata del generale Krjučenkin, e da est dalla 1ª Armata corazzata, mentre il generale Krjučenkin non riuscì a far attraversare tutte le sue forze e dissipò i suoi mezzi corazzati contro gli sbarramenti anticarro delle divisioni motorizzate tedesche, il 13º Corpo carri e il 28º Corpo carri della
1ª Armata corazzata attaccarono in forze, sotto il controllo diretto del generale Vasilevskij e del generale Moskalenko, il fianco destro della 16. Panzer-Division del generale Hube per cercare di raggiungere, nonostante i continui attacchi aerei della Luftwaffe, il raggruppamento accerchiato del generale Zuravlev che tentava di ripiegare. Si accesero aspri scontri di carri nella steppa tra le due forze corazzate che manovrarono a gruppi nella pianura scoperta; i panzer finirono per avere la meglio anche se in alcune occasioni furono in grave difficoltà, lo stesso generale Hube si trovò isolato con i suoi cingolati di comando in mezzo ai carri armati sovietici e poté sfuggire solo grazie all'intervento di un reparto di carri tedeschi accorso in aiuto.
Anche il kampfgruppe Krumpen rimase isolato nella steppa e dovette schierarsi ad "istrice" venendo rifornito per via aerea fino al suo sblocco; ma nel corso della confusa mischia il kampfgruppe Reinisch da solo distrusse 67 dei 200 mezzi corazzati sovietici che avevano attaccato, mentre nel complesso gli ufficiali carristi della 16. Panzer-Division, tra cui il capace capitano Bernd Freytag von Loringhoven, dimostrarono la loro superiore abilità tattica e sfruttarono le caratteristiche della steppa per manovrare con i panzer sui fianchi ed alle spalle dei carri sovietici, colpendo di sorpresa ed evitando la loro maggiore potenza di fuoco.
Alla fine del mese di luglio la 1ª Armata corazzata del generale Moskalenko dovette infine sospendere i suoi attacchi a causa delle dure perdite subite, senza essere riuscita a superare le difese principali della 16. Panzer-Division del generale Hube, mentre la 4ª Armata corazzata stava ancora faticosamente cercando di trasportare le sue forze a sud del Don. Inoltre Stalin ordinò al generale Gordov, comandante del Fronte di Stalingrado, di inviare a sud il 23º Corpo carri per rinforzare la 64ª Armata sul fianco sinistro, proteggere Kalač e respingere il 24º Panzerkorps tedesco verso il Čir. Il generale Gordov stava trasferendo, per rinforzare le difese su questo fianco meridionale, anche la 57ª Armata del generale Fëdor Tolbuchin.

### Ilkesseldi Kalač

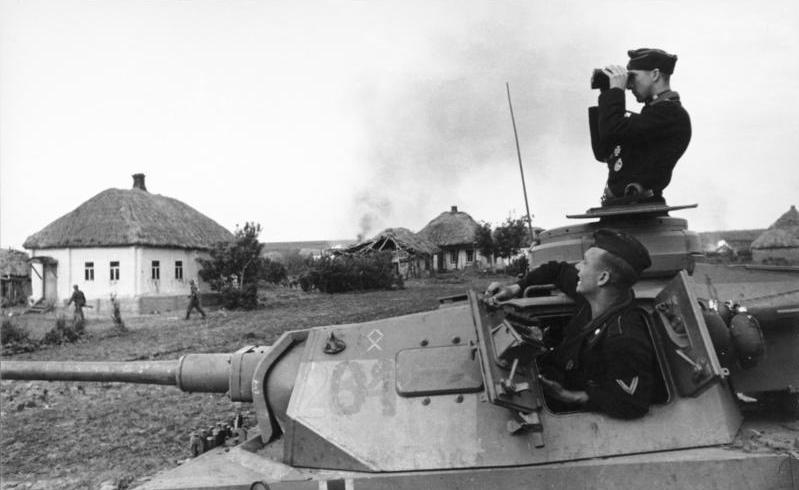
Carro armato tedesco Panzer III in azione in un villaggio nella steppa.

Il generale Paulus, comandante della 6ª Armata, aveva diretto con freddezza e precisione la battaglia tra le forze corazzate e aveva superato correttamente la crisi provocata dai ripetuti attacchi nemici ma, per il momento, pur avendo respinto la controffensiva sovietica, dovette arrestare la sua marcia convergente verso il Don per riorganizzare e rinforzare il suo schieramento, inoltre nuove difficoltà nelle forniture di carburante continuarono a rallentare i suoi preparativi e le sue operazioni nell'ansa del fiume.
Al quartier generale supremo di Vinnica Hitler e l'OKH compresero le difficoltà del generale Paulus e l'insufficienza delle sue sole forze per raggiungere e conquistare Stalingrado, quindi il 30 luglio il Führer prese l'importante decisione di arrestare l'avanzata verso il Caucaso della 4ª Panzerarmee del generale Hermann Hoth e dirottarla verso nord-est per marciare da sud in direzione della grande città sul Volga e sostenere la faticosa avanzata da ovest della 6ª Armata. La decisione provocò una svolta a favore dei tedeschi, anche se il generale Hoth poté impegnare inizialmente, sulla nuova direttrice strategica, solo il 48º Panzerkorps del generale Werner Kempf, con la 14. Panzer-Division e la 29ª Divisione motorizzata, e il 4º Corpo d'armata del generale Viktor von Schwedler con tre divisioni fanteria, avendo dovuto lasciare, per ordine di Hitler, a disposizione del Gruppo d'armate A, il 40º Panzerkorps del generale Leo Geyr von Schweppenburg. Nonostante le forze limitate il generale Hoth, disponendo della testa di ponte sul Don di Cimljansk, era già a sud-ovest del fiume e quindi in posizione favorevole per avanzare liberamente nella steppa dei Calmucchi lungo la linea ferroviaria Tichoreck-Stalingrado. L'avanzata della 4ª Panzerarmee inizialmente si sviluppò in modo favorevole: il 48º Panzerkorps del generale Kempf superò fin dal 31 luglio la resistenza della 51ª Armata sovietica del generale T.K.Kolomiets, che copriva con deboli forze la steppa dei Calmucchi e avanzò oltre Kotel'nikovo, raggiungendo il 3 agosto la linea del fiume Aksaj.

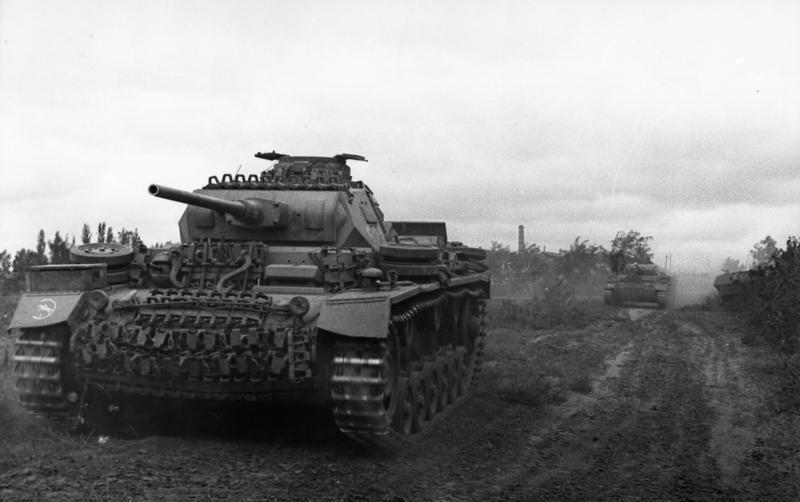
Colonna di Panzer III della 24. Panzer-Division durante l'avanzata verso Stalingrado.

Il nuovo pericolo proveniente da sud provocò il massimo allarme negli alti comandi sovietici; al quartier generale del Fronte di Stalingrado il generale Gordov sostituì il generale Kolpackij al comando della 62ª Armata, in posizione precaria nell'ansa del Don, con il generale Anton Lopatin; assegnò il comando della 64ª Armata al generale Michail Šumilov, ed improvvisò un nuovo schieramento meridionale per fronteggiare la 4ª Panzerarmee costituendo un "gruppo operativo" al comando del generale Čujkov, che ripiegò combattendo fino all'Aksaj dove venne rinforzato dalla 57ª Armata del generale Tolbuchin appena arrivata. A Mosca Stalin precedette a una completa ristrutturazione delle forze sovietiche in combattimento tra il Don e il Volga; l'esperto generale Andrej Erëmenko venne richiamato in servizio dopo la convalescenza per una seria ferita di guerra e assegnato, dopo un viaggio d'ispezione sul campo in compagnia del generale Vasilevskij e una drammatica conferenza notturna dello Stavka, alla guida di un nuovo Fronte Sud-Est. Questo quartier generale a partire dal 3 agosto avrebbe raggruppato tutte le forze schierata a sud di una linea compresa tra il fiume Carica, che attraversa i quartieri meridionali di Stalingrado, e Kalač sul Don, comprese la 51ª Armata passata al comando del generale Nikolaj Trufanov, la 57ª Armata e il "gruppo operativo" del generale Čujkov. Il generale Gordov sarebbe rimasto al comando del Fronte di Stalingrado, che avrebbe compreso le forze schierate nell'ansa del Don a protezione di Stalingrado da ovest. Gli inconvenienti di questa struttura di comando, che separava il teatro operativo in due settori comandati da quartier generali indipendenti e frazionava anche la difesa della città sul Volga, si sarebbero evidenziati entro pochi giorni.
Nei giorni seguenti sulla linea dell'Aksaj il generale Hoth, dopo la rapida avanzata iniziale, incontrò forti difficoltà e a partire dal 5 agosto si accesero violenti combattimenti contro le truppe del generale Čujkov per la stazione di Tinguta, che intralciarono l'avanzata del 48º Panzerkorps; entro il 10 agosto la spinta della 4ª Panzerarmee era ormai esaurita ed il generale Hoth dovette sosperdere gli attacchi ad Abganerovo e richiedere rinforzi al Gruppo d'armate B per poter riprendere l'avanzata su Stalingrado da sud. La situazione sovietica ebbe invece un'evoluzione molto sfavorevole nell'ansa del Don dove il generale Paulus, dopo aver riorganizzato il suo schieramento e aver superato le difficoltà di rifornimento, fu finalmente in grado di riprendere la manovra a tenaglia contro le forze sovietiche a ovest del Don.
Nella prima fase il 14º Panzerkorps e l'8º Corpo d'armata tedesco attaccarono il fianco destro della 62ª Armata e raggiunsero il Don a Malogolubaja, tagliando in due parti le forze sovietiche, quindi a partire dal 6 agosto il generale Paulus sferrò l'attacco principale a tenaglia con la 16. Panzer-Division a nord e la 24. Panzer-Division a sud. Il generale Gordov, comandante del Fronte di Stalingrado, diede prova di scarsa capacità: ignorò gli avvertimenti del generale Lopatin che evidenziavano il pericolo di un accerchiamento, rifiutò le sue proposte di ritirata e ipotizzò un nuovo contrattacco con la 1ª Armata corazzata e la 4ª Armata corazzata, ormai ridotte a pochi resti dopo le battaglie di luglio.

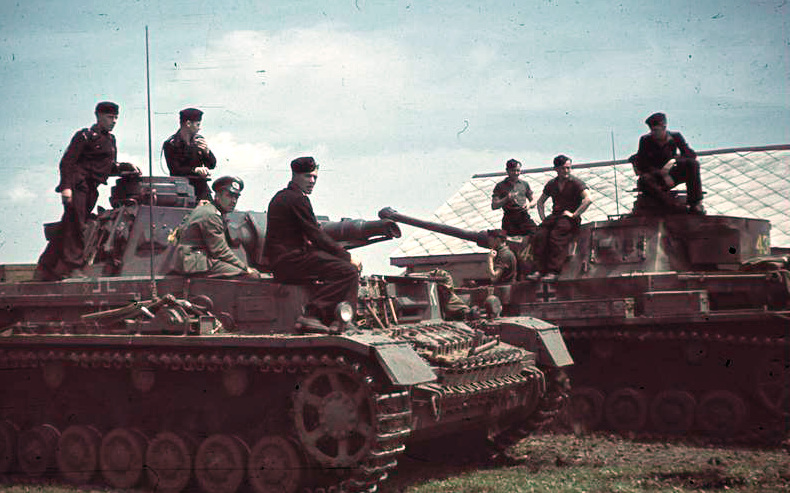
Panzer di due formazioni corazzate tedesche si incontrano nella steppa.

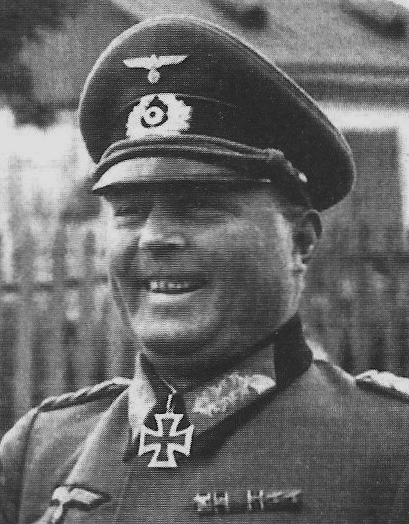
Il generale Hans-Valentin Hube, comandante della 16. Panzer-Division che raggiunse per prima il Volga il 23 agosto 1942.

L'attacco a tenaglia da nord e da sud della 6ª Armata, sostenuta dal potente supporto dell'8° Fliegerkorps della Luftwaffe, ottenne rapidamente risultati decisivi; dal 6 agosto la 24. Panzer-Division riprese ad avanzare da sud lungo la riva occidentale del Don a settentrione del Čir. Il kampfgruppe Riebel, con la massa dei panzer, superò la resistenza delle difese sovietiche, respinse alcuni contrattacchi e raggiunse nella notte dell'8 agosto quota 184, un'altura dominante alle spalle di Kalač, dove lo stesso giorno arrivarono anche, provenienti da nord, i reparti corazzati della 16. Panzer-Division del generale Hube, che a loro volta avevano affrontato e sconfitto i resti della 1ª Armata corazzata sovietica. Gli equipaggi dei carri tedeschi si congiunsero sulle rive del Don e nei modesti edifici della cittadina tra scene di sollievo e di euforia per il successo raggiunto. Vennero quindi accerchiate entro il 10 agosto, in una sacca di circa sei chilometri di diametro a ovest del Don, una serie di formazioni della 62ª Armata e della 1ª Armata corazzata, con sette divisioni di fucilieri, due brigate motorizzate e sette brigate corazzate.
Le forze sovietiche accerchiate mostrarono volontà di battersi per cercare di sfuggire dalla sacca e continuarono a combattere per giorni isolati in piccoli gruppi; entro il 11 agosto i reparti accerchiati vennero disgregati dall'attacco convergente dell'11º Corpo d'armata e del 51º Corpo d'armata da ovest e dagli sbarramenti del 14º Panzerkorps da est, mentre una serie di piccoli reparti riuscì a salvarsi attraversando il Don con mezzi di fortuna. Almeno quattro divisioni sovietiche della 62ª Armata furono totalmente distrutte, e la 6ª Armata del generale Paulus rivendicò, dal 23 luglio, la cattura di 57 000 prigionieri e la distruzione di 1 000 mezzi corazzati nemici. La "battaglia di carri di Kalač" (Panzerschlacht bei Kalač) si concluse quindi con una rilevante vittoria tedesca; sarebbe stata l'ultima battaglia di annientamento (Kesselschlacht) condotta a termine con successo dalla Wehrmacht sul fronte orientale durante la seconda guerra mondiale.

## Battaglia a Stalingrado

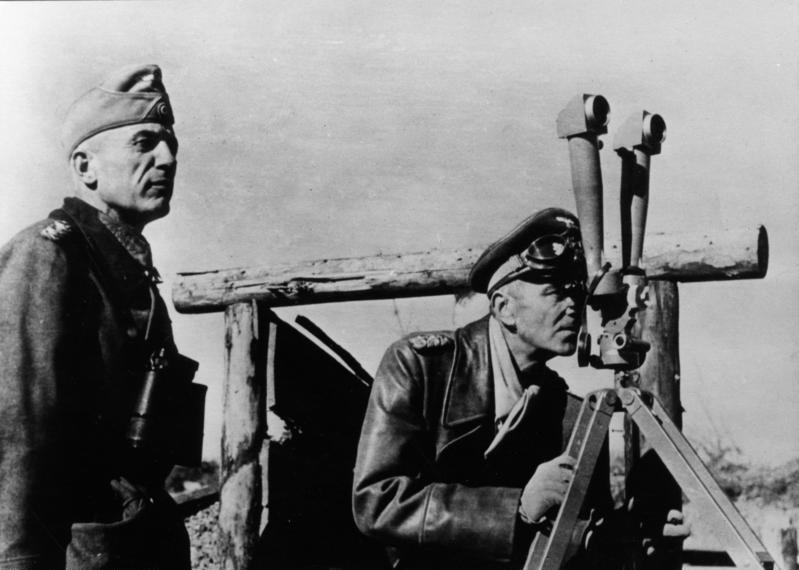
Il generale Paulus, a destra nella foto, osserva il campo di battaglia di Stalingrado insieme con il generale Walther von Seydlitz-Kurzbach.

Il 4 agosto il Führer aveva detto all'ambasciatore italiano a Berlino, Dino Alfieri che la manovra su Kalač avrebbe deciso l'esito della guerra; la battaglia si concluse con un brillante successo del generale Paulus e della 6ª Armata che, tuttavia, non poté essere immediatamente sfruttato in direzione di Stalingrado a causa delle resistenza delle truppe accerchiate, della necessità di eliminare la testa di ponte sovietica a Kačalinskaja ed anche per l'indebolimento delle forze disponibili, dato che la 24. Panzer-Division dovette essere subito trasferita a sud del fiume per rinforzare il generale Hoth che era sempre bloccato sull'Aksaj.
Il 4 agosto il generale Erëmenko aveva assunto a Stalingrado, dopo un pessimistico consiglio di guerra tra tutti i generali del teatro, il comando del Fronte Sud-Est; ma Stalin già il 9 agosto, di fronte alla serie di sconfitte ed all'incapacità del generale Gordov, decise di eliminare la inutile suddivisione dei comandi sovietici nel settore e di assegnare al generale Erëmenko il comando anche del Fronte di Stalingrado, mentre Gordov per il momento sarebbe rimasto come vice-comandante. La missione di Erëmenko appariva molto difficile, come il generale ebbe modo di illustrare il 12 agosto al generale Vasilevskij giunto in visita nella città sul Volga; era ora prevedibile, dopo la distruzione delle truppe accerchiate nell'ansa del Don, un attacco tedesco oltre il fiume verso Stalingrado da sud e da ovest.
In effetti, dopo aver completato il rastrellamento della sacca di Kalač, il generale Paulus riprese la sua offensiva per sfruttare i successi conseguiti ed anticipare un rafforzamento delle difese sovietiche; nel suo ordine del giorno del 16 agosto il generale apparve piuttosto fiducioso, nonostante le difficoltà tattiche della sua missione, ed ipotizzò un possibile cedimento morale del nemico. Fin dal 15 agosto il 14º Panzerkorps e l'8º Corpo d'armata avevano attaccato la testa di ponte della 4ª Armata corazzata sovietica: di fronte a forze ormai indebolite e quasi prive di mezzi corazzati, i tedeschi ottennero una nuova vittoria, respinsero i resti del nemico a nord del Don e catturarono altri 12 800 prigionieri. Il 16 agosto il reparto esplorante della 16. Panzer-Division attraversò il fiume nella zona di Kalač, mentre una testa di ponte più importante venne costituita a Vertjacij dalla 76ª e 295ª Divisione fanteria del 51º Corpo d'armata del generale Seydlitz-Kurzbach.
Nel frattempo era ripresa anche l'offensiva sulla linea dell'Aksaj della 4ª Panzerarmee contro la 64ª Armata del generale Sumilov e il "gruppo operativo" del generale Čujkov; il generale Hoth aveva potuto rafforzare il suo schieramento con la 24. Panzer-Division e la 297ª Divisione fanteria trasferite dalla 6ª Armata e il 48º Panzerkorps riprese l'attacco ad Abganerovo il 19 agosto. L'offensiva ebbe finalmente successo e i panzer sfondarono la linea dell'Aksaj; il giorno seguente i reparti della 24. Panzer-Division del generale Hauenschild e della 14. Panzer-Division del generale Heim erano in vista delle colline strategiche a sud di Stalingrado di Tondutovo e Krasnoarmeevsk.
La situazione sovietica sembrava compromessa: a nord-ovest il 21 agosto il 14º Panzerkorps attraversò il Don sui ponti di Vertjacij ed il 23 agosto il generale Paulus sferrò con la 16. Panzer-Division del generale Hans Hube l'attacco finale in direzione del Volga e della periferia settentrionale di Stalingrado. L'attacco, guidato dal Kampfgruppe Sieckenius, superò rapidamente la debole resistenza e nel tardo pomeriggio, dopo un'audace avanzata di circa 60 chilometri, i panzer del maggiore Strachwitz, elemento di punta del Kampfgruppe, raggiunsero il grande fiume e il quartiere settentrionale di Rynok della città industriale.

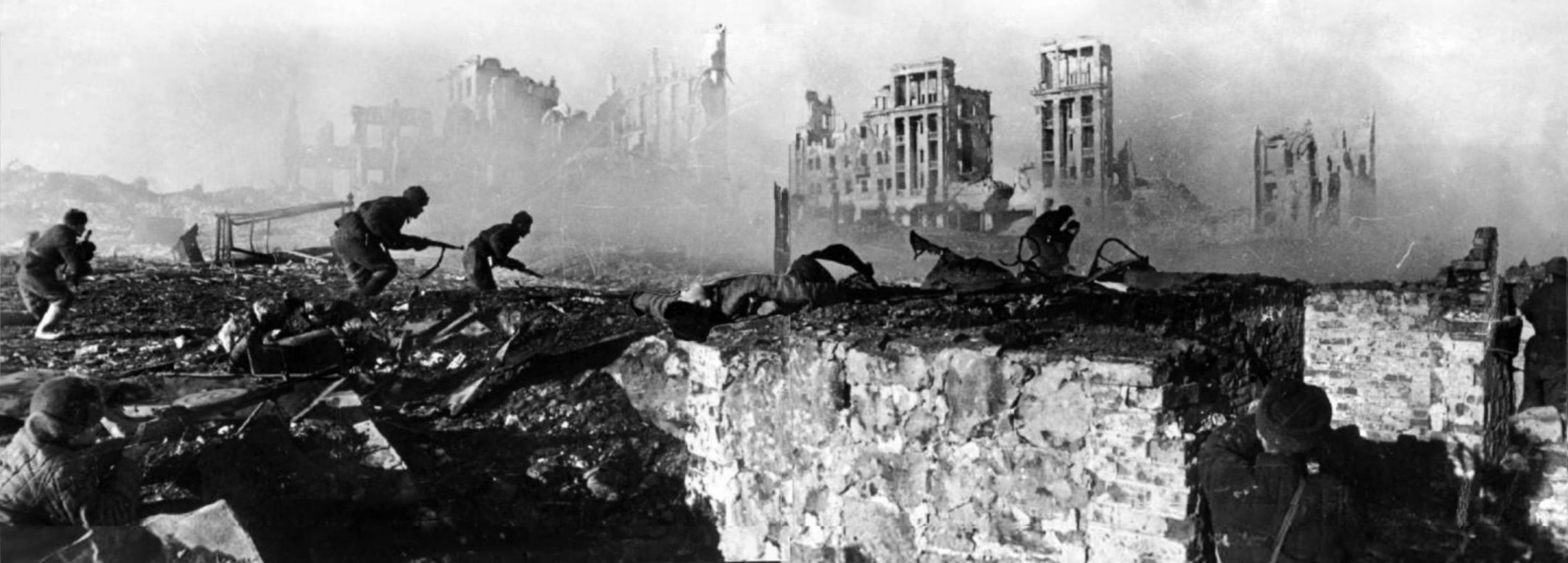
I soldati sovietici della 13ª Divisione della Guardia passano al contrattacco il 14 settembre in mezzo alle rovine di Stalingrado.

Ma la situazione sarebbe presto cambiata: Stalin intervenne personalmente sollecitando a continuare la resistenza, a non cedere la città, non perdere la calma e non farsi prendere dal panico; oltre al generale Vasilevskij, già presente a Stalingrado, alla fine del mese anche il generale Žukov si recò sul posto per collaborare alla difesa. Il generale Erëmenko, nonostante le gravi difficoltà causate dal doppio attacco tedesco, contrattaccò subito da nord sul fianco sinistro del cuneo corazzato del generale Hube che si trovò isolato a Rynok e dovette battersi duramente per evitare la distruzione, in attesa dell'arrivo dei rinforzi motorizzati del 14º Panzerkorps. La città venne messa in stato di difesa mentre stavano affluendo in ritirata i resti della 62ª Armata del generale Lopatin.
Nel frattempo a sud di Stalingrado, il generale Erëmenko era riuscito a consolidare le difese sulle alture di Krasnoarmeevsk e Tondutovo e respinse una serie di attacchi del 48º Panzerkorps; le Panzer-Division subirono perdite e il 23 agosto caddero sul campo anche il colonnello Riebel e il colonnello Langerke, ufficiali della 24. Panzer-Division. Solo con una manovra di aggiramento il generale Hoth riuscì a riprendere l'avanzata verso nord ed a collegarsi il 2 settembre con l'ala destra della 6ª Armata del generale Paulus, ma senza riuscire ad occupare le alture strategiche a meridione di Stalingrado.
Nella prima settimana di settembre le due armate tedesche si allinearono per l'attacco frontale alla città da ovest, il 13 settembre avrebbero avuto inizio i drammatici e cruenti combattimenti nella cerchia cittadina contro la 62ª Armata sovietica, rinforzata da nuove divisioni e asserragliata nelle rovine di Stalingrado dopo essere passata al comando del duro generale Čujkov, che avrebbero finito per logorare ed esaurire le potenti forze del generale Paulus. Nonostante la riuscita "marcia su Stalingrado" e la serie di vittorie tattiche, l'operazione Fischreiher, che prevedeva una rapida conquista di Stalingrado e un'avanzata fino a Astrachan', aveva fallito i suoi obiettivi strategici e le forze tedesche erano ormai bloccate sulle rive del Volga in una durissima battaglia di logoramento destinata a tramutarsi per la 6ª Armata ed il generale Paulus in catastrofe durante l'inverno del 1942-43.